# فيليب هاندلر
فيليب هاندلر (بالإنجليزية: Philip Handler)‏ ـ (نيويورك، 13 أغسطس 1917 ـ بوسطن، 29 ديسمبر 1981) هو عالم تغذية وكيمياء حيوية أمريكي، رأس الأكاديمية الوطنية الأمريكية للعلوم لفترتين بين عامي 1969 و1981، وحصل على قلادة العلوم الوطنية.

## روابط خارجية
- فيليب هاندلر على موقع ميوزك برينز (الإنجليزية)